# Súper 8 2021 (rugby)
El Súper 8 de 2021 fue la tercera edición del torneo de rugby de segunda división de Chile.
El torneo se disputó desde el 10 de julio hasta el 19 de noviembre.

## Sistema de disputa
Cada equipo disputó sus encuentros frente a cada uno de los rivales en condición de local y de visitante, totalizando 14 partidos cada uno.
El equipo que finalizó en la primera posición transcurridas las 14 fechas se coronó campeón del torneo y consiguió el ascenso directo al Top 8, mientras que el ubicado en la segunda posición disputó un repechaje frente al séptimo clasificado del Top 8.
El último clasificado desciendo directamente a tercera división.
Puntuación
Para ordenar a los equipos en la tabla de posiciones se los puntuará según los resultados obtenidos.
- 4 puntos por victoria.
- 2 puntos por empate.
- 0 puntos por derrota.
- 1 punto bonus por ganar haciendo 3 o más tries que el rival.
- 1 punto bonus por perder por siete o menos puntos de diferencia.

## Clasificación
| Pos. | Equipo                | Encuentros | Encuentros | Encuentros | Encuentros | Tantos | Tantos | Tantos | PB | PB | Puntos |
| Pos. | Equipo                | PJ         | PG         | PE         | PP         | F      | C      | Dif    | BO | BD | Puntos |
| ---- | --------------------- | ---------- | ---------- | ---------- | ---------- | ------ | ------ | ------ | -- | -- | ------ |
| 1.º  | Stade Francais        | 14         | 13         | 0          | 1          | 738    | 188    | +550   | 11 | 1  | 64     |
| 2.º  | Los Troncos           | 14         | 9          | 0          | 5          | 440    | 286    | +154   | 7  | 2  | 45     |
| 3.º  | Club Deportivo Alumni | 14         | 10         | 0          | 4          | 378    | 230    | +148   | 5  | 0  | 45     |
| 4.º  | Old Georgians         | 14         | 8          | 0          | 6          | 409    | 282    | +127   | 7  | 4  | 43     |
| 5.º  | Old Locks             | 14         | 5          | 1          | 8          | 238    | 537    | -299   | 0  | 1  | 23     |
| 6.º  | DOBS                  | 14         | 4          | 0          | 10         | 281    | 410    | -129   | 2  | 3  | 21     |
| 7.º  | Rucamanque Rugby Club | 14         | 3          | 0          | 11         | 234    | 410    | -176   | 1  | 5  | 18     |
| 8.º  | Old Newlanders        | 14         | 3          | 1          | 10         | 219    | 594    | -375   | 2  | 1  | 17     |

|  | Campeón, asciende al Top 8 2022.         |
|  | Clasificado al repechaje por el ascenso. |
|  | Desciende a tercera división.            |

| Bandera de Chile       |
| Campeón Stade Francais |